# 協働型ネットワーク
協働型ネットワーク（きょうどうがたねっとわーく、英：collaborative network）とは、コンピューターネットワークによって支えられた、自立的で地理的に分散した、環境・文化・社会関係資本・目標の点で異質な組織または人々が、共通または共有可能な目標を達成するために協働するネットワーク。協働型ネットワークの研究では、その構造・振る舞い・経時的進化に焦点を当てる。
主な協働型ネットワークには、下記のようなものがある。
- 仮想企業（英語版）
- 拡張企業（英語版）
- 仮想製造ネットワーク（英語版）
- 分散型自律組織

## 要素
- 検索：ネットワーク内のデータ・参加者・コンテンツが検索可能なこと。

- 参加者主導：承認された参加者は自由にコンテンツを追加・共有できること。

- データ統合：参加者の持つデータがシステム上で統合されること

- 観測：ダッシュボードや管理ツールを通じて、成果・導入・プロジェクトを観測できること

- フォロー機能：参加者およびそのコンテンツをフォローして追跡できること

- コンテンツ統合：コンテンツ同士が自由に連携・統合できること

- 統治：コンテンツ・データへのアクセスを管理・制御すること。

## 参照モデル
協働型ネットワークのための参照モデルとしては、ARCON（A Reference model for COllaborative Networks）が挙げられる。
協働型ネットワークに焦点を当てた年次会議としては、情報処理国際連合（IFIP）および協働型ネットワーク協会（SOCOLNET）が後援する「仮想企業に関する実務者会議」（PRO-VE）がある。

## 今後の課題
協働型ネットワークが進化し、企業およびその拡張ネットワークでますます普及するにつれて、ガバナンスとセキュリティの課題に取り組む必要がある。特に重要なのは、協働型ネットワークの挙動および参照モデルに関する研究である。